# Wieczysta jałmużna
Wieczysta jałmużna – bardzo trwała forma nadania ziemi funkcjonująca w prawie feudalnym zachodniej Europy. Zgodnie z nią przekazane terytorium nie podlegało zwrotowi w żadnym wypadku, a wieczysta jałmużna pozbawiała ofiarodawcę wszystkich praw do niego. Tym samym uniemożliwiała podjęcie w przyszłości jakiejkolwiek akcji rewindykacyjnej. 
Formułę wieczystej jałmużny zastosowano wobec Pomorza w układzie wyszehradzkim z 1335. Postanowień tych nie ratyfikował król Polski Kazimierz Wielki, licząc na uzyskanie w przyszłości korzystniejszych zasad przekazania spornych terytoriów (pokój kaliski).